# Convento de la Piedad (Palencia)
El convento de Nuestra Señora de la Piedad es un centro monástico femenino de la ciudad de Palencia. Está habitado por Monjas de la Orden de los Predicadores (dominicas contemplativas). 
Los edificios actuales son de los siglos XVI y XVII, constituyendo uno de los elementos destacados del conjunto histórico-artístico de la ciudad.

## Historia
La historia de la Orden de Predicadores está muy unida a la ciudad de Palencia, toda vez que su fundador, santo Domingo de Guzmán, fue estudiante en los Estudios Generales, y fundó en la ciudad una de las primeras casas religiosas de la Orden dominicana, el actual Convento de san Pablo. 
Hacia 1331 Urraca Fernández, madre del canónigo de la catedral de san Antolín Rodrigo Rodríguez de Sasamón, fundó un monasterio de monjas dominicas en Palencia, pero la oposición del propio cabildo llevó al papa Clemente VI a suprimirlo.
Otra fundación de monjas dominicas tuvo lugar en 1523 en el pueblo de Torremormojón, cercano a Palencia. Los orígenes de esta fundación son más oscuros y presentan tintes legendarios. Un canónigo de la catedral, Juan García de Ubaldes, arcediano de Cerrato, habría decidido donar su fortuna para el establecimiento de una casa religiosa, pero dudando entre fundar un hospital de asistencia a pobres o un monasterio, se dice que el crucifijo de su oratorio le habló, diciendo: "Encierra doncellas y a mí con ellas". Tal fue el origen del actual monasterio, ya que las hermanas dominicas, ante la oposición y maltrato que recibieron de los vecinos de Torremormojón, decidieron mudarse a la ciudad de Palencia, traslado que se verificó en el año 1545. El monasterio ocupó una manzana de casas adyacentes a la ermita o iglesia de santa Marina, frontera al convento de san Pablo. En Torremormojón se conserva la iglesia del monasterio antiguo, de una sola nave de piedra de sillería con varios escudos del arcediano en los muros.
Los edificios del convento actual se fueron construyendo en los siglos XVI, XVII y XVIII, con algunas adiciones posteriores. Al presente, la comunidad religiosa se dedica a la venta de repostería, a la vez que mantiene abierta al culto y a las visitas la iglesia monástica.

## Descripción

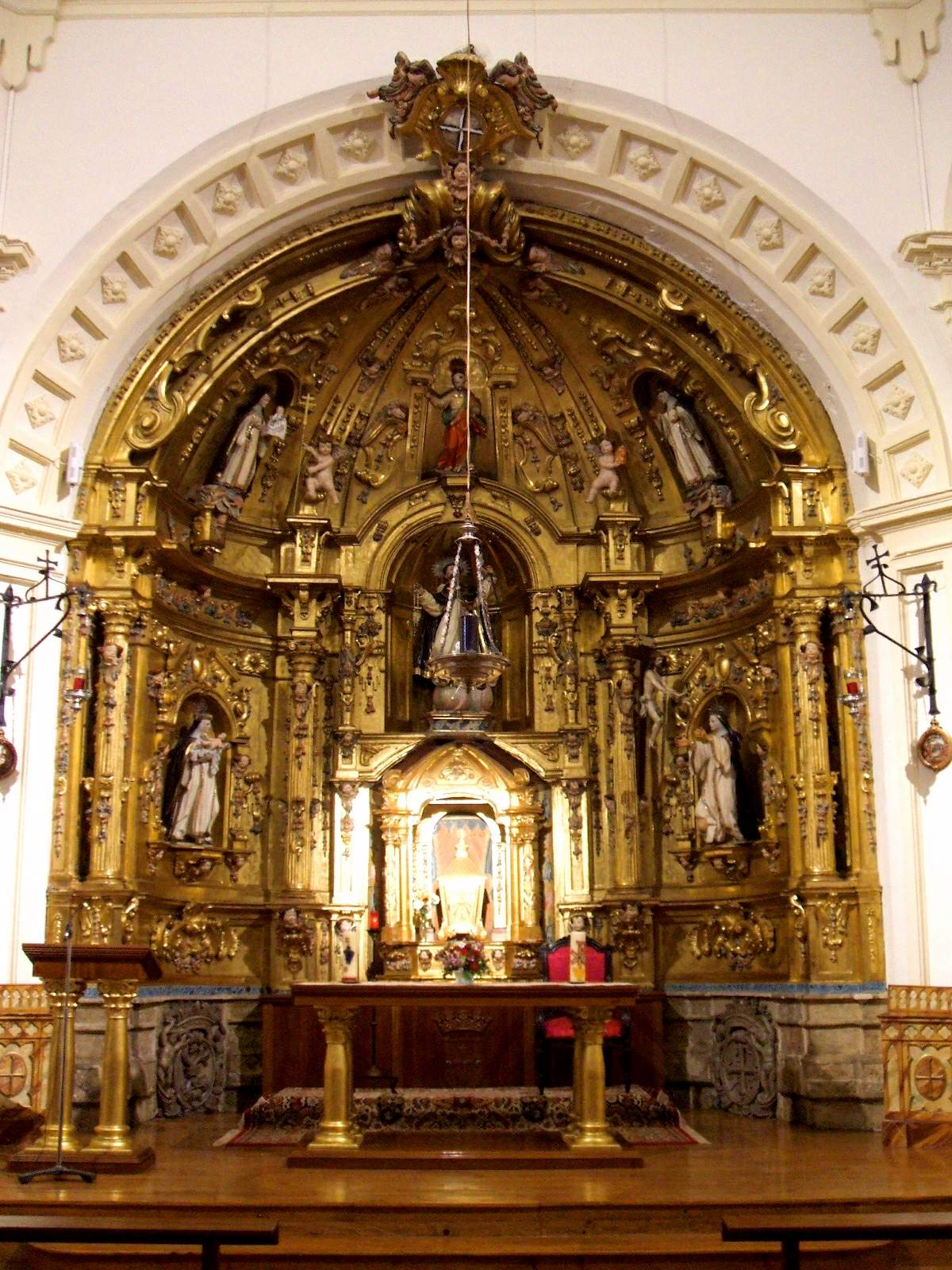
Retablo Mayor

### Exterior
El monasterio se estructura en torno a dos patios cuadrados, adosado a la parte posterior de la iglesia parroquial de santa Marina. Presenta una construcción sencilla y funcional, utilizando materiales económicos como ladrillo y yeso, aunque reforzados con piedra de sillería, que predomina en las fachadas.
Destaca entre el conjunto de edificaciones la iglesia monástica, de gran originalidad en planta y alzado. Los volúmenes exteriores del templo se alejan de la estructura tradicional cruciforme o basilical, mostrando un cuerpo cúbico con gran alero, cúpula que no se trasdosa externamente y pocos vanos. Un ábside cuadrado de escaso resalte completa la edificación. Los muros presentan una mezcla de aparejo de ladrillo, piedra y tapial. Destacan sobremanera las celosías que ocupan la parte alta del muro, con intrincados diseños que recuerdan las decoraciones mudéjares. La portada es sencilla pero monumental; muestra un diseño clasicista propio de finales de siglo XVI en que se construyó, con vano adintelado adornado de almohadillados, remates de bolas y pirámides en la parte superior y, centrando la composición, una hornacina avenerada con la imagen titular del monasterio, y un motivo heráldico encima.

### Interior

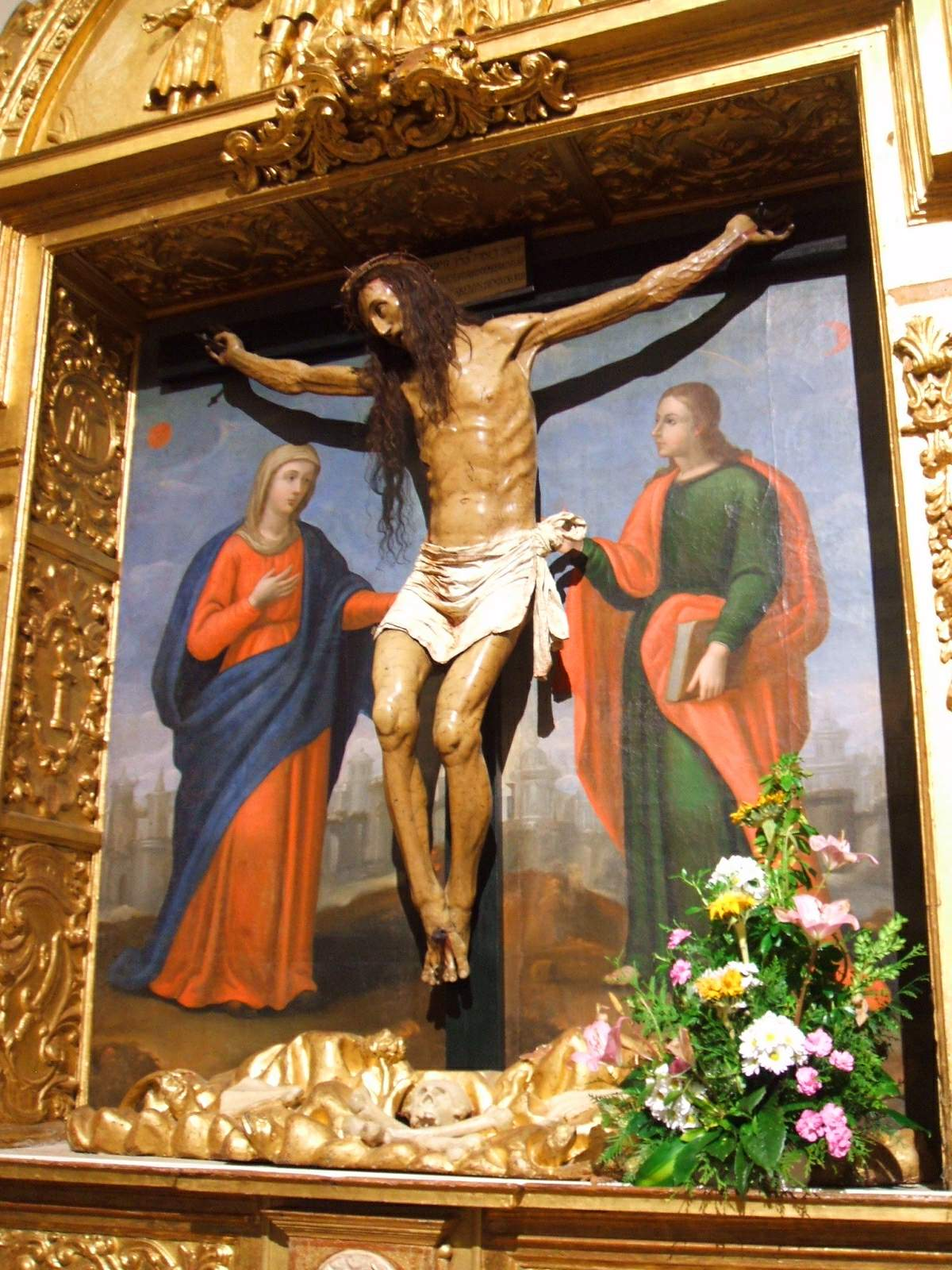
Cristo Crucificado, talla del que dio origen al monasterio según la leyenda

Contrastando con lo anteriormente descrito, el interior de la iglesia presenta planta octogonal coronada por cúpula sin tambor, muy adornada con yeserías de diseño geométrico. Gran parte del espacio está ocupado por el coro de las monjas, separado del resto del templo por tres vanos con barandilla de madera. En la cabecera, destacan tres retablos barrocos. Son ejemplares de buena calidad artística, dorados y policromados, en la línea del Barroco exaltado vigente en España a finales del siglo XVII y principios del siglo XVIII. El central, con forma de hornacina, está presidido por una talla de santo Domingo de Guzmán, encima del cual se encuentra San Pedro Apóstol. Las cuatro santas dominicas representadas son, de arriba a bajo y de izquierda a derecha, Santa Inés de Montepulciano, Santa Catalina de Siena, Santa Rosa de Lima y Santa Catalina de Ricci. Los retablos colaterales repiten el mismo esquema compositivo y decoración a escala menor; el de lado de la epístola muestra una bella Piedad de factura contemporánea. 
El del lado del evangelio está centrado por el milagroso Cristo crucificado al que alude la leyenda fundacional del monasterio. Es, probablemente, la imagen más destacada del templo desde el punto de vista artístico. Representa a un Jesús de nerviosa anatomía, con músculos y venas en tensión, torso arqueado con caja torácica muy marcada y manos crispadas en torno a los clavos. La cabeza, ladeada, dibuja una expresión agónica, con los labios entreabiertos. Un postizo de pelo refuerza el realismo de la imagen y su patetismo. El paño, surcado por pliegues menudos, termina en un gran nudo lateral. El realismo de la figura, su estudio anatómico y la disposición general y detalles remiten a la escuela castellana de escultura del siglo XVI, ignorándose sin embargo el autor de esta excelente talla.